# Malonyai Dezső (író)
Malonyai vagy Malonyay Dezső (Pest, 1866. május 3. – Budapest, 1916. április 22.) író, művészettörténész.

## Élete

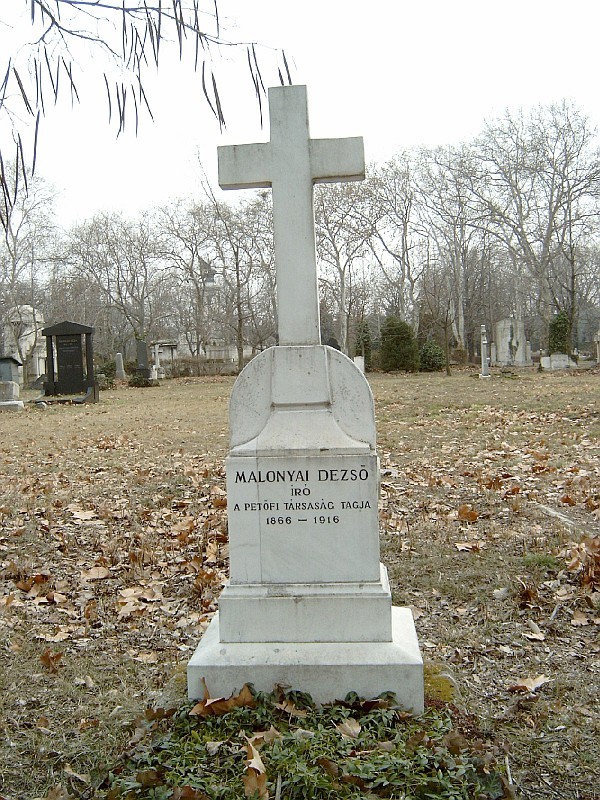
Sírja a Kerepesi temetőben: 20-1-19

A gimnázium II–V. osztályait a nagykanizsai piarista gimnáziumban végezte 1877 és 1881 között, majd a VI. osztályt a pesti piaristáknál folytatta, de a VII. osztályból félévkor, 1883 februárjában rossz tanulmányi eredménye és fegyelmi okok miatt kimaradt. Érettségi után Kolozsvárott szerzett filozófiai doktori és magyar–francia szakos tanári diplomát. Ezután, 1892-től itt is tanított. A Pesti Napló, később a Budapesti Hírlap tudósítója volt. 1893-tól Párizsban élt, ahol művészettörténeti tanulmányokat folytatott. Munkácsy Mihály titkáraként, az Ecce Homo budapesti 1896-os millenniumi ünnepségeken való bemutatását követően visszautazott Párizsba, és leltárba vette a mester ottani műtermi állományát. Francia lapokba írt cikkeiért irodalmi díjat is kapott. Írásaiban a nagyvárosi, főként budapesti életet jeleníti meg. A 20. századi hangulatlíra előfutárának tekinthető. Rákosi Viktor Elnémult harangok című, az erdélyi nemzetiségi kérdést taglaló regényét dramatizálta, nagy közönségsikerrel. (A színműből később három filmadaptáció is készült.) 1897-től Budapesten tanított. A Petőfi Társaság tagja volt.
Szépirodalmi, kritikai írásainál jelentősebb az 1904-től, hivatalos támogatással és 25 művésszel közösen végzett népművészeti gyűjtése, melynek eredménye 1907-től jelent meg a Franklin Irodalmi és Nyomdai Rt.-nél, öt kötetben, A magyar nép művészete címmel. A munka mindmáig pótolhatatlan forráskiadvány.

## Munkái
- Az utolsó (regény, Bp., 1895)

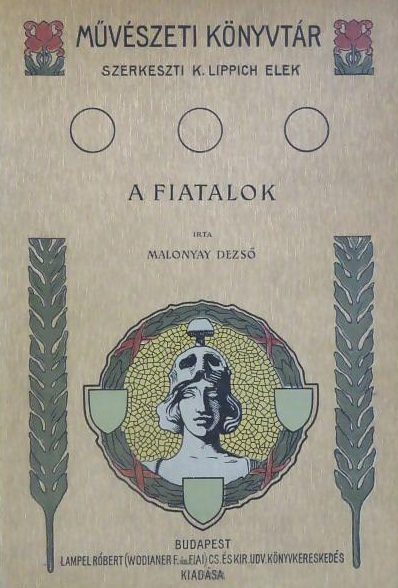
A fiatalok

- Munkácsy Mihály élete és munkái (Bp., 1898) Online
- Az a szamár Domokos meg az a másik (regény, Bp., 1901)
- A tartódi medvehajtás (regény, Bp., 1902)
- Katóka kegyelmes asszony. Színjáték három felvonásban (Bp., 1904)
- Mednyánszky (Bp., 1905) Online (Művészeti Könyvtár)
- A magyar képírás úttörői (tanulmányok Kupeczky Jánosról, Mányoki Ádámról, Markó Károlyról, Brocky Károlyról, Barabás Miklósról, Ligeti Antalról, Thán Mórról, Liezen-Mayer Sándorról, Mészöly Gézáról, Munkácsy Mihályról, Bp., 1905) Online
- Az ifiur és a többi (elbeszélések, Bp., 1905)
- Elnémult harangok (színmű, Rákosi Viktor regényéből, Bp., 1905)
- A fiatalok (tanulmányok Ferenczy Károlyról, Grünwald Béláról, Katona Nándorról, Magyar-Mannheimer Gusztávról, Rippl-Rónai Józsefről, Bp., 1906) Online (Művészeti Könyvtár)
- Munkácsy Mihály (Bp., 1907) Első kötet; Második kötet (Művészeti Könyvtár)
- A Csák nemzetség (regény, Bp., 1907)
- A gyáva (regény, Bp., ?)
- A virtus (regény, Bp., ?)
- Az ordító tanyán (regény, Bp., ?)
- A Nílus országa (gyermekkönyv, Bp., ?)
- Az Öreg Méltósága. Egy pesti gavallér története (regény, Bp., ?)
- Szinyei Merse Pál (Bp., 1910) (Művészeti Könyvtár)
- Polgártársak (elbeszélések, Bp., ?)
- Rodostóba!... Majdnem mese (regény, Bp., 1912)
- Az akt. Művészekről és művészetről az akt kapcsán (Bp., 1914)
- A magyar nép művészete, I – V. (Bp., 1907 – 1922) Első kötet Második kötet